# Fala nośna

Widmo sygnału modulującego (zielone) i modulowanego amplitudowo (czerwone); f_{n} – częstotliwość nośna

Fala nośna, częstotliwość nośna (potocznie nośna) – fala elektromagnetyczna o stałej częstotliwości, wytwarzana przez nadajnik fal elektromagnetycznych. Fala nośna podlega modulacji w celu przesłania przy jej pomocy sygnału informacyjnego, natomiast sama nie zawiera informacji.
Falą nośną nazywa się też część fali zmodulowanej, która jest emitowana zawsze niezależnie od wartości sygnału modulującego, w szczególności przy braku sygnału modulującego (patrz modulacja amplitudy).